# سياييكيا
سیايیكیا، (بالإنجليزية: Siapiccia)‏، (سردينيا: Siapicìa)، هي بلدية، في مقاطعة أوريستانو، في المنطقة الإيطالية سردينيا، وتقع على بعد حوالي 90 كم (56 ميل) شمال غرب كالياري، وحوالي 15 كم (9 ميل) شرق أوريستانو. اعتبارا من 31 ديسمبر 2004، كان عدد سكانها 365 ومساحة 17.9 كيلومتر مربع (6.9 ميل مربع).

## السكان
في سنة 1861 بلغ عدد السكان 406 نسمة، وتطور العدد ليصل في سنة 2011 لـ 370 نسمة.
يظهر هذا المخطط البياني تطور النمو السكاني لـ سياييكيا